# Kabinett Krasts
Das Kabinett Krasts war die sechste Regierung Lettlands nach der Unabhängigkeit 1990. Es amtierte vom 7. August 1997 bis zum 26. November 1998.

## Kabinettsmitglieder
| Ressort                                                                                 | Name                                | Partei | Partei  | Amtszeit                             |
| --------------------------------------------------------------------------------------- | ----------------------------------- | ------ | ------- | ------------------------------------ |
| Ministerpräsident                                                                       | Guntars Krasts                      |        | TB/LNNK | 7. August 1997 – 26. November 1998   |
| stellvertretender Ministerpräsident                                                     | Juris Kaksītis                      |        | DPS     | 7. August 1997 – 16. April 1998      |
| stellvertretender Ministerpräsident                                                     | Anatolijs Gorbunovs                 |        | LC      | 7. August 1997 – 26. November 1998   |
| Verteidigungsminister                                                                   | Tālavs Jundzis                      |        | KDS     | 7. August 1997 – 27. Oktober 1998    |
| Verteidigungsminister                                                                   | Guntars Krasts (kommissarisch)      |        | TB/LNNK | 27. Oktober 1998 – 26. November 1998 |
| Außenminister                                                                           | Valdis Birkavs                      |        | LC      | 7. August 1997 – 26. November 1998   |
| Wirtschaftsminister                                                                     | Atis Sausnītis                      |        | KDS     | 7. August 1997 – 6. April 1998       |
| Wirtschaftsminister                                                                     | Guntars Krasts (kommissarisch)      |        | TB/LNNK | 6. April 1998 – 8. April 1998        |
| Wirtschaftsminister                                                                     | Anatolijs Gorbunovs (kommissarisch) |        | LC      | 8. April 1998 – 4. Mai 1998          |
| Wirtschaftsminister                                                                     | Laimonis Strujevičs                 |        | LZS     | 4. Mai 1998 – 26. November 1998      |
| Finanzminister                                                                          | Roberts Zīle                        |        | TB/LNNK | 7. August 1997 – 26. November 1998   |
| Innenminister                                                                           | Ziedonis Čevers                     |        | DPS     | 7. August 1997 – 9. April 1998       |
| Innenminister                                                                           | Tālavs Jundzis (kommissarisch)      |        | KDS     | 9. April 1998 – 4. Mai 1998          |
| Innenminister                                                                           | Andrejs Krastiņš                    |        | TB/LNNK | 4. Mai 1998 – 26. November 1998      |
| Minister für Bildung und Wissenschaft                                                   | Juris Celmiņš                       |        | DPS     | 13. Februar 1997 – 16. April 1998    |
| Minister für Bildung und Wissenschaft                                                   | Vladimirs Makarovs (kommissarisch)  |        | TB/LNNK | 17. April 1998 – 4. Mai 1998         |
| Minister für Bildung und Wissenschaft                                                   | Jānis Gaigals                       |        | LC      | 4. Mai 1998 – 26. November 1998      |
| Kulturministerin                                                                        | Ramona Umblija                      |        | LZS     | 7. August 1997 – 26. November 1998   |
| Sozialminister                                                                          | Vladimirs Makarovs                  |        | TB/LNNK | 7. August 1997 – 26. November 1998   |
| Verkehrsminister                                                                        | Vilis Krištopans                    |        | LC      | 7. August 1997 – 26. November 1998   |
| Justizminister                                                                          | Dzintars Rasnačs                    |        | TB/LNNK | 7. August 1997 – 26. November 1998   |
| Minister für Umweltschutz und Regionalentwicklung                                       | Anatolijs Gorbunovs                 |        | LC      | 7. August 1997 – 26. November 1998   |
| Landwirtschaftsminister                                                                 | Andris Rāviņš                       |        | LZS     | 7. August 1997 – 26. November 1998   |
|                                                                                         |                                     |        |         |                                      |
| Staatsminister                                                                          |                                     |        |         |                                      |
| Staatsministerin für Staatseinnahmen im Finanzministerium                               | Aija Poča                           |        | LC      | 7. August 1997 – 26. November 1998   |
| Staatsminister für Gesundheit im Sozialministerium                                      | Viktors Jaksons                     |        | TB/LNNK | 7. August 1997 – 26. November 1998   |
| Staatsminister für Umwelt im Ministerium für Umwelt und Regionalentwicklung             | Indulis Emsis                       |        | LZP     | 7. August 1997 – 26. November 1998   |
| Staatsminister für Kommunalverwaltung im Ministerium für Umwelt und Regionalentwicklung | Ēriks Zunda                         |        | DPS     | 7. August 1997 – 19. April 1998      |
| Staatsminister für Kommunalverwaltung im Ministerium für Umwelt und Regionalentwicklung | Jānis Bunkšs                        |        | LC      | 4. Mai 1998 – 26. November 1998      |

## Parteien
|  | Partei                               |
|  | ------------------------------------ |
|  | Demokratische Partei Saimnieks (DPS) |
|  | Christlich-demokratische Union (KDS) |
|  | Lettlands Weg (LC)                   |
|  | Grüne Partei Lettlands (LZP)         |
|  | Lettischer Bauernverband (LZS)       |
|  | Für Vaterland und Freiheit (TB/LNNK) |